# Stilobezzia kiefferi
Stilobezzia kiefferi är en tvåvingeart som beskrevs av Lane 1947. Stilobezzia kiefferi ingår i släktet Stilobezzia och familjen svidknott. Inga underarter finns listade i Catalogue of Life.